# Sault-lès-Rethel
Sault-lès-Rethel település Franciaországban, Ardennes megyében. Lakosainak száma 1932 fő (2022. január 1.). Sault-lès-Rethel Acy-Romance, Biermes, Perthes, Rethel és Tagnon községekkel határos.

## Népesség
A település népessége az elmúlt években az alábbi módon változott:
| Lakosok száma | 1599 | 2116 | 2067 | 1863 | 1932 | 1928 | 1915 | 1916 | 1928 | 1932 |
|               | 1968 | 1982 | 1990 | 2006 | 2013 | 2015 | 2017 | 2019 | 2020 | 2022 |